# Biatora fallax

Biatora fallax Hepp,  es una especie de liquen crustáceo de aspecto granular de la familia Ramalinaceae que vive principalmente en la corteza de los árboles (corticícola), sobre briófitos (briofítico) o sobre troncos de árboles en descomposición (lignícola). Esta especie presenta un color verde a amarillo terroso en su superficie, marrón a hialino en el epitecio y blanco a amarillo pardo en el hipotecio. Biatora fallax puede presentar soredios en su superficie; la reproducción sexual tiene lugar solo por parte del micobionte mediante ascosporas oblondas no septadas o uniseptadas de entre 8 y 19 micras de diámetro generadas en conidios baciliformes. En esta especie aparecen como metabolitos secundarios de la simbiosis las consideradas como sustancias liquénicas argopsina y ácido girofórico.